# Antonio Campos Doménech
Antonio Campos Doménech, Alicante España (1809 - 1887), fue almacenista y  comerciante, consignatario de buques, miembro de la Real Sociedad Económica de Amigos del País de Alicante y presidente-fundador de la Cámara de Comercio de Alicante. Presidió el Partido Liberal-Conservador en Alicante y la Diputación Provincial de Alicante.
De familia de comerciantes enriquecidos al abrigo del Puerto de Alicante, hijo de Antonio Campos Gil, con matrícula de comerciante, prior del “Tribunal de Comercio” y miembro de la Junta Provincial de Comercio, y de Vicenta Doménech perteneciente a una familia de comerciantes alcoyanos. 
Desarrolló toda su actividad en el Puerto, exportando productos peninsulares e importando productos de ultramar, amén de consignatario de buques. Fue el principal importador de bacalao inglés de tierras levantinas. Accedió a la compra de tierras de la Iglesia católica en ambas desamortizaciones españolas: durante el Trienio liberal (la de Mendizábal en 1836) que compró en Almoradí y durante el bienio progresista (en 1855 con la de Madoz) compró en Muchamiel y junto al Monasterio de la Santa Faz (limitando con la universidad de San Juan) donde se construyó su villa de recreo «Mansaneta». 
En 1836 era depositario del Consulado del Mar de Alicante, desde donde participó en la promoción del ferrocarril Almansa-Alicante. En 1843 fue vicepresidente de la Junta de Comercio. Consta como miembro, en 1855, del Gremio de Comerciantes Capitalistas. Fue uno de los promotores del Teatro Principal y administrador de la sucursal del Banco de España en Alicante, del que era accionista. 
Casó con Juana Carreras, hija de Manuel Carreras Amérigo, comerciante y alcalde liberal en 1839 y 1854, diputado provincial y prior del “Tribunal de Comercio”.
Se inició en política como concejal en las filas liberales desde 1835 llegando a ser alcalde accidental de Alicante en 1840 en sustitución de Tomás España Sotelo y alcalde 2.º (teniente de alcalde) en 1841. Fue capitán y comandante provisional de la Milicia Nacional 1854-1856 posicionándose a favor de Leopoldo O'Donnell en la Revolución de 1854 y en ese mismo año, fue nombrado diputado provincial por el gobernador militar. Estando afiliado a la Unión Liberal, se presentó a las Cortes Generales y fracasó pero fue nombrado de nuevo diputado provincial en 1865. 
En la Revolución de 1868 quedó excluido de la "Junta revolucionaria provisional" por no formar parte de los progresistas, a diferencia de su hermano Ramón . Al igual que muchos otros, evolucionó políticamente de la Unión Liberal a hacia posiciones más conservadoras y regresó a la política con la Restauración borbónica en España. 
Fue presidente del refundado Partido Liberal-Conservador, desde el año 1879 hasta 1887 y en los tiempos de división interna del partido se mantuvo en el bando canovista. Durante su respetada presidencia el Partido Liberal-Conservador vivió su mejor época en el siglo XIX, totalmente opuesta al estilo caciquil de José de Rojas que recrudeció la división en el partido y, ya sin Rojas, terminó de desintegrarse a principios del siglo XX. 
Con su fallecimiento la presidencia la ocupó interinamente José Gabriel Amérigo, quien también procedía de la Unión Liberal. Tras este breve ínterin llegó la presidencia de Julián Ugarte y después la controvertida etapa de Rojas, el marqués del Bosch.
También cofundó y financió “El Eco de la Provincia” (propiedad de Ugarte), como órgano de propaganda de su pensamiento político, perteneciente a la corriente moderada de los conservadores en aquellos años.
Campos además fue vicepresidente y presidente interino en 1875, 1877, y 1874 y presidente de la Diputación de 1879 a 1882 y en 1884.   
Fundó, con sus hermanos menores y su hijo Guillermo, una poderosa mercantil de importación de productos de ultramar, en especial de bacalao inglés y exportación de productos de la tierra  que los convertiría en uno de los mayores exponentes de la alta burguesía alicantina y los máximos representantes de la llamada “aristocracia del bacalao”. 
En su palacete de la calle Castaños (junto a su querido Teatro Principal) se reunió la comisión fundadora de la Cámara de Comercio alicantina, quedando establecida la primera Junta directiva cameral el 20 de marzo de 1887 de la siguiente manera: presidente Campos, vicepresidente Carlos Faes, tesorero Ramón Guillén, contador Alejandro Vila y secretarios: Ricardo y Francisco Soto.
Falleció el 8 de agosto de ese mismo año; su hijo Guillermo Campos Carreras continuó al mando de los negocios familiares, logrando el monopolio del bacalao inglés, presidió la Cámara de Comercio de Alicante interrumpidamente durante más de 15 años, fue presidente de la Junta Obras del Puerto de Alicante y del Partido Conservador en el S-XX.